# Rhinogecko misonnei
Espèce
Synonymes
- Agamura misonnei (de Witte, 1973)

Statut de conservation UICN

 LC  : Préoccupation mineure
Rhinogecko misonnei est une espèce de geckos de la famille des Gekkonidae.

## Répartition
Cette espèce se rencontre en Iran et au Pakistan.

## Description
Rhinogecko misonnei mesure de 56 à 61 mm, queue non comprise. C'est un insectivore arboricole nocturne.

## Étymologie
Cette espèce est nommée en l'honneur de Xavier Misonne.

## Publication originale
- de Witte, 1973 : Description d'un Gekkonidae nouveau de l'Iran (Reptilia, Sauria).  Bulletin de l'Institut Royal des Sciences naturelles de Belgique, vol. 49, n. 1, p. 1-6.